# Topeliopsis muscigena
Topeliopsis muscigena är en lavart som först beskrevs av Stizenb., och fick sitt nu gällande namn av Kalb. Topeliopsis muscigena ingår i släktet Topeliopsis och familjen Graphidaceae.   Inga underarter finns listade i Catalogue of Life.